# Pavones (metropolitana di Madrid)
Pavones è una stazione della Metropolitana di Madrid della linea 9.
Si trova sotto Calle Hacienda de Pavones, nel distretto di Moratalaz.

## Storia
La stazione è stata inaugurata il 31 gennaio 1980 assieme al primo tratto della linea che andava da Sainz de Baranda alla stessa stazione di Pavones, rimanendo capolinea della linea fino al 1º dicembre 1998, quando la linea venne prolungata fino alla stazione di Puerta de Arganda.
Nel 2005, in superficie, è stato costruito un piccolo scambiatore per autobus, centralizzando in questo modo i capolinea di diverse linee, che in precedenza erano sparsi per il distretto di Moratalaz.

## Accessi
Vestibolo Pavones
- Hacienda de Pavones, impares Calle Hacienda de Pavones, 215
- Hacienda de Pavones, pares Calle Hacienda de Pavones, s/n (angolo con Calle Fuente Carrantona)
- Terminal de Autobuses Calle Hacienda de Pavones s/n